# 吉尔·布卢瓦
吉尔·布卢瓦（英語：Jill Blois，1974年—），加拿大女子赛艇运动员。她曾代表加拿大参加世界赛艇锦标赛，获得一枚金牌和一枚铜牌，均来自女子轻量级四人单桨无舵手项目。